# マッジョーラ
マッジョーラ（伊: Maggiora）は、イタリア共和国ピエモンテ州ノヴァーラ県にある、人口約1,600人の基礎自治体（コムーネ）。

## 地理

### 位置・広がり
| 隣接するコムーネは以下の通り。括弧内のVCはヴェルチェッリ県所属を示す。 - ボーカ - ボルゴマネーロ - クレッジョ - ガルガッロ - ヴァルドゥッジャ (VC) |